# Westhope
Westhope – miasto w Stanach Zjednoczonych, w stanie Dakota Północna, w hrabstwie Bottineau.